# منطق کویینز
منطق کویینز (به انگلیسی: Queens Logic) فیلمی محصول سال ۱۹۹۱ و به کارگردانی استیو رش است. در این فیلم بازیگرانی همچون کوین بیکن، لیندا فیورنتینو، جان مالکوویچ، جو مانتگنا، کن اولین، تونی سپریداکیس، تام ویتس، کلوئه وب، جیمی لی کرتیس، کلی بیشاپ و تری کینی ایفای نقش کرده‌اند.